# Erina cyanites
Erina cyanites är en fjärilsart som beskrevs av Edward Meyrick 1888. Erina cyanites ingår i släktet Erina och familjen juvelvingar. Inga underarter finns listade i Catalogue of Life.